# Дорожково (Вологодская область)
Дорожково — село в Кичменгско-Городецком районе Вологодской области.
Входит в состав Кичменгского сельского поселения, с точки зрения административно-территориального деления — в Пыжугский сельсовет.
Расстояние до районного центра Кичменгского Городка по автодороге составляет 12 км. Ближайшие населённые пункты — Данилово, Труфаново, Алексеево, Мартыново.
Население по данным переписи 2002 года — 75 человек (41 мужчина, 34 женщины). Преобладающая национальность — русские (96 %).